# カイマン属
カイマン属（カイマンぞく、Caiman〈カイマン〉）は、およそメキシコ南部から南米大陸各国（チリを除く）までに分布する、いわゆるカイマンとよばれるワニの仲間。1825年にドイツ人の博物学者・ヨハン・バプチスト・フォン・スピックスが設立。アリゲーター科の下位に位置する階級。

## カイマン属を編成する種

### 現存種
| 画像 | 名称                                                                                           |
| ---- | ---------------------------------------------------------------------------------------------- |
|      | 和名：メガネカイマン 学名：カイマン・クロコディルス 00000Caiman crocodilus (Linnaeus, 1758)    |
|      | 和名：クチビロカイマン 学名：カイマン・ラティロストリス 00000Caiman latirostris (Daudin, 1801) |
|      | 和名：パラグアイカイマン 学名：カイマン・ヤカレ 00000Caiman yacare (Daudin, 1802)              |

### 化石種
- カイマン属（絶滅種）
  - 学名：カイマン・アウストラリス0/0†Caiman australis (Bravard, 1858)[3]
    - 発掘された場所：アルゼンチン・イトゥサインゴ層（英語版）[4]

  - 学名：カイマン・ブレビロストリス0/0†Caiman brevirostris Souza Filho, 1987[5]
    - 発掘された場所：ブラジル・ソリモンエス層（英語版）、ベネズエラ・ウルマコ層（英語版）[5]

  - 学名：カイマン・ガスパリナエ0/0†Caiman gasparinae Bona & Carabajal, 2013[6]
    - 発掘された場所：アルゼンチン・イトゥサインゴ層[6]

  - 学名：カイマン・ニテロイエンシス0/0†Caiman niteroiensis Souza Filho & Bocquetin, 1991[7]
    - 発掘現場：ブラジル・ソリモンエス層

  - 学名：カイマン・パラネンシス0/0†Caiman paranensis Scalabrini, 1887[8]
    - 発掘現場：アルゼンチン・イトゥサインゴ層[9]

  - 学名：カイマン・プラエクルソル0/0†Caiman praecursor Rusconi, 1933[10]
    - 発掘現場：アルゼンチン・イトゥサインゴ層[11]

  - 学名：カイマン・ベネズエレンシス0/0†Caiman venezuelensis Fortier & Rincón, 2013[12]
    - 発掘現場：ベネズエラ・メサ層[13]

  - 学名：カイマン・ワンラングストニ0/0†Caiman wannlangstoni Salas Gismondi & al., 2015[14]
    - 発掘現場：コロンビア・ホンダ・グループ (層序学)（英語版）、ペルー・ペバス層（英語版）、ベネズエラ・ウルマコ層[15]

## 関連記事
- アリゲーター科